# Christine Jones Forman

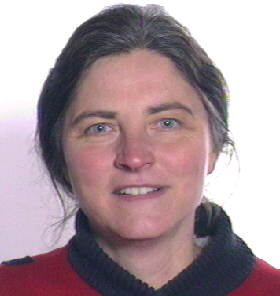
Christine Jones Forman

Christine A. Jones Forman (* 3. Februar 1949 in Minneapolis als Christine Jones) ist eine US-amerikanische Astrophysikerin.
Jones studierte an der Harvard University mit dem Bachelor-Abschluss 1971, dem Master-Abschluss 1972 und der Promotion in Astrophysik 1974. 1975 bis 1978 war sie Junior Fellow in Harvard. Seit 1978 ist sie Senior Astrophysicist am Smithsonian Astrophysical Observatory. Sie ist dort Direktor des Consortium for Unlocking the Mysteries of the Universe.
Sie ist Gruppenleiterin für die Kalibrierung des Chandra Röntgensatelliten.
2009 erhielt sie den Marcel Grossmann Award für fundamentale Beiträge zur Röntgenastronomie von Galaxien und Galaxienclustern, die deren Bildung und Entwicklung verfolgten und für ihre Verwendung von Galaxienclustern zum Studium Dunkler Materie und für die Analyse der Effekte von Ausbrüchen supermassiver Schwarzer Löcher auf das interstellare Gas. 1985 erhielt sie den Bruno-Rossi-Preis mit ihrem Ehemann William Forman und sie erhielt den Bart J. Bok Prize. Sie war mehrfach Mit-Empfängerin von NASA Group Achievement Awards. Sie ist Fellow der American Association for the Advancement of Science.
Sie war 2016 bis 2018 Präsidentin der American Astronomical Society. 2023 wurde Jones Forman zum Mitglied der National Academy of Sciences gewählt.
Sie ist seit 1973 mit dem Astrophysiker William R. Forman (Associate Director für Hochenergie-Astrophysik des Harvard Smithsonian Center für Astrophysik) verheiratet und hat drei Kinder.